# Tabernaemontana thurstonii
Tabernaemontana thurstonii là một loài thực vật thuộc họ Apocynaceae. Đây là loài đặc hữu của Fiji.